# 原色したいね
『原色したいね』（げんしょくしたいね）は、1987年9月23日にリリースされたC-C-Bの11枚目のシングルである。

## 解説
- 『不自然な君が好き』に続き、メンバー作曲によるシングル。
- 明治製菓のチョコレート菓子『かるかったウエハー』のCMソングに起用された。
- 梅田香子原作『勝利投手』の劇場アニメ映画（東映、1987年10月24日公開）の主題歌に起用された[1][2]。またカップリング曲『Love is Light』も挿入歌として使用されている。
- 2014年2月、オムニバスアルバム『ヤバ歌謡 SUPER NONSTOP MIX〜MIXED BY DJフクタケ』（レーベル:ユニバーサルミュージック）の17曲目に本作品が収録された。
- ボーカルは渡辺、米川、笠が担当。

## 収録曲
| 全作詞: 松本隆。 |                   |        |          |                 |      |
| #                | タイトル          | 作詞   | 作曲     | 編曲            | 時間 |
| 1.               | 「原色したいね」  | 松本隆 | 渡辺英樹 | 大谷和夫、C-C-B | 3:57 |
| 2.               | 「Love Is Light」 | 松本隆 | 筒美京平 | 米川英之        | 3:15 |